# Willy Aubameyang
Willy Aubameyang (Parijs, 16 februari 1987) - voetbalnaam Willy - is een Frans-Gabonese voetballer (aanvaller) die sinds 2014 voor het Duitse FC Kray uitkomt.

## Carrière
Aubameyang speelde voordien voor de Italiaanse eersteklasser AC Milan. Zijn eerste goal voor het eerste team scoorde hij in januari 2007, in een vriendschappelijke wedstrijd tegen Juventus. Verder dan vriendschappelijke matchen kwam Aubameyang echter niet. Zowel in 2008 en in 2009 werd hij verhuurd. In 2008 werd hij verhuurd aan US Avellino, een jaar later aan KAS Eupen. Met die laatste club dwong hij via de eindronde promotie af naar de Jupiler Pro League. In het seizoen 2010/11 werd hij verhuurd aan AC Monza.
Sinds 2009 stelde hij zich beschikbaar voor de Gabonese nationale ploeg. Tot nu toe speelde hij vijftien wedstrijden voor zijn land.

## Familie
Zijn vader, Pierre Aubameyang, was eveneens profvoetballer en Gabonees international. Hij heeft ook twee voetballende broers, Catilina, uitkomend voor het Gabonese Sapins FC en Pierre-Emerick die bij Arsenal FC speelt. Ook zij zijn allebei Gabonees international.